# Woo Won-jae
Woo Won-jae (Hangul: 우원재; nacido el 23 de diciembre de 1996), también conocido por su apodo Munch (Hangul: 뭉크), es un rapero surcoreano.

## Carrera
En 2017, participó en Show Me The Money 6, donde logró el tercer lugar. El 31 de octubre de 2017 se anunció que firmó con la disquera de hip hop AOMG.

## Filmografía

### Programas de televisión
| Año  | Programa            | Notas                                 |
| ---- | ------------------- | ------------------------------------- |
| 2019 | King of Mask Singer | (Ep. #199) - concursó como "Starking" |

## Discografía

### Como artista principal
| Título | Año  | Posiciones en gráficos | Ventas (DL)     | Álbum               |
| Título | Año  | COR                    | Ventas (DL)     | Álbum               |
| --- | ---- | ---------------------- | --------------- | ------------------- |
| «Chopsticks» (젓가락) (con Maniac, Black Nine, Asol feat. Tiger JK, Bizzy, Ann One) | 2017 | 34                     | - KOR: 90,725+  | Show Me the Money 6 |
| «Again" (또) feat. Tiger JK, Bizzy, MRSHLL | 2017 | 13                     | - KOR: 206,388+ | Show Me the Money 6 |
| «ZINZA» (진자) feat. YDG, Suran | 2017 | 33                     | - KOR: 118,119+ | Show Me the Money 6 |
| «MOVE» feat. Bizzy | 2017 | 16                     | - KOR: 80,441+  | Show Me the Money 6 |
| «A Coin Pt.2 (Remix)» (동전한닢 Pt.2 (Remix)) con Nucksal, Jo Woo-chan, Hanhae, Ryno, myunDo, Junoflo, Double K, Ness, Woodie GoChild, Ja Mezz, Olltii, Killagramz, Young B, Hash Swan, Hangzoo, Maniac, Black Nine, P-Type, Asol | 2017 | —                      |                 | Show Me the Money 6 |
| «We Are» (시차) feat. Loco & Gray | 2017 | 1                      | - KOR: 732,979+ |                     |
| «loop (과거에게)» | 2017 | TBA                    | - KOR: TBA      | Anxiety             |
| «Paranoid» | 2017 | TBA                    | - KOR: TBA      | Anxiety             |

### Como artista invitado
| Título                                                  | Año  | Posiciones en gráficos | Ventas (DL) | Álbum |
| Título                                                  | Año  | COR                    | Ventas (DL) | Álbum |
| ------------------------------------------------------- | ---- | ---------------------- | ----------- | ----- |
| «Mirror (거울)» (Black Nine feat. Woo Won-jae, Ann One) | 2017 | N/A                    |             |       |

## Premios y nominaciones
| Año  | Premio                  | Categoría                  | Trabajo nominado | Resultado |
| ---- | ----------------------- | -------------------------- | ---------------- | --------- |
| 2017 | Mnet Asian Music Awards | Best Hip Hop & Urban Music | «We Are»         |           |
| 2017 | MelOn Music Awards      | Top 10 Artists             | Woo Won-jae      |           |